# Triple Inzision
Triple Inzision oder Triple incision ist die Bezeichnung einer Operation zur Behandlung einer Phimose (Verengung der Öffnung der Vorhaut des Penis).
Die Technik besteht aus (in der Regel) drei Einschnitten quer (longitudinal) durch die Verengung. Die Schnittkanten werden daraufhin aber längs der Verengung (transversal) wieder vernäht, womit der Umfang der Verengung, entsprechend der Länge des Schnitts, zunimmt. Aus ästhetischer Sicht ist diese Technik der einfachen Inzision (dorsaler Schnitt) deutlich überlegen und führt in der Regel zu einem sehr unauffälligen Ergebnis.